# Проминвестбанк
Украинский акционерный коммерческий промышленно-инвестиционный банк (укр. Акціонерний комерційний промислово-інвестиційний банк; Проминвестбанк, ПИБ) — банк Украины.
97,85 % его акций владеет российский Внешэкономбанк.
На 1 января 2015 года по размеру активов занимает 5-е место (52,656 млрд гривен) среди 158 действующих банков Украины.

## История
Основан 26 августа 1992 года, преемник украинского филиала советского «Промстройбанка».
Основатель и первый председатель правления «Проминвестбанка» в 1992—2008 годах Владимир Матвиенко в 1991—1992 гг. был первым председателем правления Национального банка Украины. Проминвестбанк был основан в результате акционирования государственного «Промстройбанка», в процессе чего, по утверждению В. Матвиенко, в госбюджет были направлены средства на $1 млрд. Как отмечают, «После ухода из НБУ большинство своих наработок он использовал при реформировании ПИБ», чем объясняют то, что «банк долгое время входил в тройку крупнейших в стране, по некоторым показателям вырываясь на первое место». Однако к 2008 году он сместился на 11 место по активам. В. Матвиенко владел более 50 % акций банка.
Известный английский журнал «The Banker» трижды награждал Проминвестбанк статусом «Bank of the Year in Ukraine» (2003, 2004, 2006).
В начале кризиса 2008 года банк подвергся информационной атаке, следствием которой стало массовое снятие депозитов — только за одну неделю забрали 5 млрд грн. Вскоре в банк была введена временная администрация. На следующий год состоялась его продажа российскому Внешэкономбанку (ВЭБ), являющемуся с того времени его основным акционером (первоначально им был продан пакет в 75 %).
В том же 2009 году ВЭБ, чтобы избежать банкротства ПИБ, влил в него 5 млрд грн. В 2013 году была проведена докапитализация на 2,92 млрд грн — до 9,15 млрд грн, для создания резерва под возможные потери на $365 млн по активам, которые были в банке ещё до вхождения российского собственника. В 2014 году банк уменьшил уставной капитал на 933 млн грн, однако в 2015 г. под давлением двух лет масштабных убытков на фоне войны на востоке Украины и экономического кризиса в стране влил в капитал 10,8 млрд грн.
В августе 2018 года, стало известно, что никто из потенциальных покупателей Проминвестбанка не смог получить согласия Национального банка Украины (НБУ) на сделку, поэтому Внешэкономбанк принял решение отказаться от продажи Проминвестбанка.
В сентябре 2018 года Апелляционный суд Киева наложил арест на акции Проминвестбанка.
В мае 2019 года Сергей Будкин возглавил Наблюдательный совет «Проминвестбанка». 
В течение 2019 года Проминвестбанк закрыл почти все свои отделения в Украине, оставив только одно в Киеве.
5 марта 2020 года пакет акций Проминвестбанка в размере 99,77% был продан на аукционе биржей ПФТС за 268,7 млн гривень. Покупателем стала компания Альтана Капитал, которая действовала от имени и по поручению финансовой компании Фортифай. На следующий день Нацбанк заявил, что не согласовывал приобретение Проминвестбанка, поскольку регулятору не поступил пакет документов для согласования приобретения существенного участия в ПАО "Проминвестбанк". Соглашение по купле-продаже акций Проминвестбанка не было завершено из-за ареста, наложенного на ценные бумаги банка. Арест на акции ПИБ был наложен в рамках выполнения решения международного арбитражного суда Гааги по взысканию с РФ убытков за захват активов в Крыму.
27 января 2021 года Верховный суд Украины постановил снять арест с активов Проминвестбанка.
5 февраля 2021 года НБУ принял решение, которым не позволил украинскому бизнесмену Сергею Тигипко купить Проминвестбанк.

## Деятельность
Банковская лицензия Национального банка Украины № 1 от 05.10.2011 на право оказания банковских услуг, определённых частью третьей статьи 47 Закона Украины «О банках и банковской деятельности».
Банк предоставляет услуги юридическим и физическим лицам. Обладает одной из самых обширных сетей своих филиалов, безбалансовых отделений и банкоматов на Украине (в частности, имеет 26 региональных управлений, 145 филиалов, более 500 представительств).
Входил в число самых крупных и финансово успешных банков страны. Финансовое состояние (согласно данным банка) на 1 июля 2010 года:
- собственный капитал банка составил — 5,02 млрд грн.,
- активы — 28,680 млрд грн.,
- кредитный портфель — 23,762 млрд грн.,
- средства клиентов — 15,481 млрд грн.